# Liste der öffentlich-rechtlichen HD-Programme in Europa
Die Liste der öffentlich-rechtlichen HD-Programme  in Europa fasst alle in Europa ausgestrahlten Fernsehstationen des Öffentlichen Rechts zusammen, die hochauflösend zu empfangen sind.
| Land                   | HDTV-Programm | Senderlogo                                       | Rundfunkanstalt(en)                                                                             | Abkürzung |
| ---------------------- | --- | ------------------------------------------------ | ----------------------------------------------------------------------------------------------- | --------- |
| Belgien                | VRT 1 HD |                                                  | Vlaamse Radio- en Televisieomroeporganisatie                                                    | VRT       |
| Belgien                | Canvas HD |                                                  | Vlaamse Radio- en Televisieomroeporganisatie                                                    | VRT       |
| Belgien                | La Une HD |                                                  | Radio-télévision belge de la Communauté française                                               | RTBF      |
| Belgien                | Tipik HD |                                                  | Radio-télévision belge de la Communauté française                                               | RTBF      |
| Belgien                | La Trois HD |                                                  | Radio-télévision belge de la Communauté française                                               | RTBF      |
| Deutschland            | Das Erste HD |                                                  | Arbeitsgemeinschaft der öffentlich-rechtlichen Rundfunkanstalten der Bundesrepublik Deutschland | ARD       |
| Deutschland            | ZDF HD |                                                  | Zweites Deutsches Fernsehen                                                                     | ZDF       |
| Deutschland            | 3sat HD |                                                  | ARD, ZDF, ORF, SRG SSR                                                                          | -         |
| Deutschland            | Arte HD |                                                  | ARD, ZDF und France Télévisions                                                                 | -         |
| Deutschland            | BR Fernsehen HD (BR Nord, BR Süd)                                                                                   | Logo von BR Fernsehen Süd HD seit 11. April 2016 | Bayerischer Rundfunk                                                                            | BR        |
| Deutschland            | One HD |                                                  | Arbeitsgemeinschaft der öffentlich-rechtlichen Rundfunkanstalten der Bundesrepublik Deutschland | ARD       |
| Deutschland            | hr-fernsehen HD |                                                  | Hessischer Rundfunk                                                                             | HR        |
| Deutschland            | KiKA HD |                                                  | ARD und ZDF                                                                                     | -         |
| Deutschland            | MDR Fernsehen HD (Sachsen, Sachsen-Anhalt, Thüringen)                                                               |                                                  | Mitteldeutscher Rundfunk                                                                        | MDR       |
| Deutschland            | NDR Fernsehen HD (Niedersachsen, Hamburg, Schleswig-Holstein, Mecklenburg-Vorpommern)                               |                                                  | Norddeutscher Rundfunk                                                                          | NDR       |
| Deutschland            | Phoenix HD |                                                  | ARD und ZDF                                                                                     | -         |
| Deutschland            | Radio Bremen TV HD                                                                                                  |                                                  | Radio Bremen                                                                                    | RB        |
| Deutschland            | rbb Fernsehen HD (Berlin, Brandenburg)                                                                              |                                                  | Rundfunk Berlin-Brandenburg                                                                     | RBB       |
| Deutschland            | SR Fernsehen HD |                                                  | Saarländischer Rundfunk                                                                         | SR        |
| Deutschland            | SWR Fernsehen HD (SWR BW, SWR RP)                                                                                   |                                                  | Südwestrundfunk                                                                                 | SWR       |
| Deutschland            | Tagesschau24 HD |                                                  | Arbeitsgemeinschaft der öffentlich-rechtlichen Rundfunkanstalten der Bundesrepublik Deutschland | ARD       |
| Deutschland            | WDR Fernsehen HD (Aachen, Bielefeld, Bonn, Dortmund, Duisburg, Düsseldorf, Essen, Köln, Münster, Siegen, Wuppertal) |                                                  | Westdeutscher Rundfunk                                                                          | WDR       |
| Deutschland            | ZDFinfo HD |                                                  | Zweites Deutsches Fernsehen                                                                     | ZDF       |
| Deutschland            | ZDFneo HD |                                                  | Zweites Deutsches Fernsehen                                                                     | ZDF       |
| Dänemark               | DR 1 |                                                  | Danmarks Radio                                                                                  | DR        |
| Dänemark               | DR 3 |                                                  | Danmarks Radio                                                                                  | DR        |
| Finnland               | Yle TV1 HD |                                                  | Yleisradio                                                                                      | YLE       |
| Finnland               | Yle TV2 HD |                                                  | Yleisradio                                                                                      | YLE       |
| Finnland               | Yle Teema HD |                                                  | Yleisradio                                                                                      | YLE       |
| Finnland               | Yle Fem HD |                                                  | Yleisradio                                                                                      | YLE       |
| Frankreich             | France 2 HD |                                                  | France Télévisions der Groupement des radiodiffuseurs français                                  | GRF       |
| Frankreich             | France 3 HD |                                                  | France Télévisions der Groupement des radiodiffuseurs français                                  | GRF       |
| Frankreich             | France 4 HD |                                                  | France Télévisions der Groupement des radiodiffuseurs français                                  | GRF       |
| Frankreich             | France 5 HD |                                                  | France Télévisions der Groupement des radiodiffuseurs français                                  | GRF       |
| Frankreich             | Arte HD |                                                  | ARD, ZDF und France Télévisions                                                                 | -         |
| Irland                 | RTÉ One HD |                                                  | Raidió Teilifís Éireann                                                                         | RTÉ       |
| Irland                 | RTÉ2 HD |                                                  | Raidió Teilifís Éireann                                                                         | RTÉ       |
| Irland                 | TG4 HD |                                                  | Teilifís na Gaeilge                                                                             | TG        |
| Italien                | Rai 1 HD |                                                  | Rai – Radiotelevisione Italiana                                                                 | RAI       |
| Italien                | Rai 2 HD |                                                  | Rai – Radiotelevisione Italiana                                                                 | RAI       |
| Italien                | Rai 3 HD |                                                  | Rai – Radiotelevisione Italiana                                                                 | RAI       |
| Italien                | Rai 4 HD |                                                  | Rai – Radiotelevisione Italiana                                                                 | RAI       |
| Italien                | Rai 5 HD |                                                  | Rai – Radiotelevisione Italiana                                                                 | RAI       |
| Italien                | Rai Gulp HD |                                                  | Rai – Radiotelevisione Italiana                                                                 | RAI       |
| Italien                | Rai Movie HD |                                                  | Rai – Radiotelevisione Italiana                                                                 | RAI       |
| Italien                | Rai News 24 HD |                                                  | Rai – Radiotelevisione Italiana                                                                 | RAI       |
| Italien                | Rai Premium HD |                                                  | Rai – Radiotelevisione Italiana                                                                 | RAI       |
| Italien                | Rai Scuola HD |                                                  | Rai – Radiotelevisione Italiana                                                                 | RAI       |
| Italien                | Rai Sport HD |                                                  | Rai – Radiotelevisione Italiana                                                                 | RAI       |
| Italien                | Rai Storia HD |                                                  | Rai – Radiotelevisione Italiana                                                                 | RAI       |
| Italien                | Rai Yoyo HD |                                                  | Rai – Radiotelevisione Italiana                                                                 | RAI       |
| Niederlande            | NPO 1 HD |                                                  | Nederlandse Publieke Omroep                                                                     | NPO       |
| Niederlande            | NPO 2 HD |                                                  | Nederlandse Publieke Omroep                                                                     | NPO       |
| Niederlande            | NPO 3 HD |                                                  | Nederlandse Publieke Omroep                                                                     | NPO       |
| Norwegen               | NRK1 HD |                                                  | Norsk rikskringkasting                                                                          | NRK       |
| Norwegen               | NRK2 HD |                                                  | Norsk rikskringkasting                                                                          | NRK       |
| Norwegen               | NRK3 HD / NRK Super HD                                                                                              |                                                  | Norsk rikskringkasting                                                                          | NRK       |
| Österreich             | ORF 1 HD |                                                  | Österreichischer Rundfunk                                                                       | ORF       |
| Österreich             | ORF 2 HD |                                                  | Österreichischer Rundfunk                                                                       | ORF       |
| Österreich             | ORF III HD |                                                  | Österreichischer Rundfunk                                                                       | ORF       |
| Österreich             | ORF Sport + HD |                                                  | Österreichischer Rundfunk                                                                       | ORF       |
| Österreich             | 3sat HD |                                                  | ARD, ZDF, ORF, SRG SSR                                                                          | -         |
| Polen                  | TVP HD |                                                  | Telewizja Polska                                                                                | TVP       |
| Polen                  | TVP1 HD |                                                  | Telewizja Polska                                                                                | TVP       |
| Polen                  | TVP2 HD |                                                  | Telewizja Polska                                                                                | TVP       |
| Polen                  | TVP Sport HD |                                                  | Telewizja Polska                                                                                | TVP       |
| Rumänien               | TVR 1 HD |                                                  | Societatea Românǎ de Televiziune                                                                | TVR       |
| Rumänien               | TVR 2 HD |                                                  | Societatea Românǎ de Televiziune                                                                | TVR       |
| Slowakei               | Jednotka HD |                                                  | Slovenská televízia                                                                             | STV       |
| Slowakei               | Dvojka HD |                                                  | Slovenská televízia                                                                             | STV       |
| Slowenien              | SLO HD |                                                  | Radiotelevizija Slovenija                                                                       | RTV SLO   |
| Schweden               | SVT 1 HD |                                                  | Sveriges Television                                                                             | SVT       |
| Schweden               | SVT 2 HD |                                                  | Sveriges Television                                                                             | SVT       |
| Schweiz                | SRF 1 HD |                                                  | Schweizerische Radio- und Fernsehgesellschaft                                                   | SRG       |
| Schweiz                | SRF zwei HD |                                                  | Schweizerische Radio- und Fernsehgesellschaft                                                   | SRG       |
| Schweiz                | RSI LA 1 HD |                                                  | Schweizerische Radio- und Fernsehgesellschaft                                                   | SRG       |
| Schweiz                | RSI LA 2 HD |                                                  | Schweizerische Radio- und Fernsehgesellschaft                                                   | SRG       |
| Schweiz                | RTS Un HD |                                                  | Schweizerische Radio- und Fernsehgesellschaft                                                   | SRG       |
| Schweiz                | RTS Deux HD |                                                  | Schweizerische Radio- und Fernsehgesellschaft                                                   | SRG       |
| Schweiz                | 3sat HD |                                                  | ARD, ZDF, ORF, SRG SSR                                                                          | -         |
| Spanien                | La 1 HD |                                                  | Radiotelevisión Española                                                                        | RTVE      |
| Spanien                | Teledeporte HD |                                                  | Radiotelevisión Española                                                                        | RTVE      |
| Spanien                | Clan HD |                                                  | Radiotelevisión Española                                                                        | RTVE      |
| Tschechien             | ČT1 HD |                                                  | Česká televize                                                                                  | ČT        |
| Tschechien             | ČT Sport HD |                                                  | Česká televize                                                                                  | ČT        |
| Türkei                 | TRT 1 HD |                                                  | Türkiye Radyo ve Televizyon Kurumu                                                              | TRT       |
| Ungarn                 | M1 |                                                  | Duna Médiaszolgáltató                                                                           | MTVA      |
| Ungarn                 | M2 |                                                  | Duna Médiaszolgáltató                                                                           | MTVA      |
| Ungarn                 | M4 Sport |                                                  | Duna Médiaszolgáltató                                                                           | MTVA      |
| Ungarn                 | M5 |                                                  | Duna Médiaszolgáltató                                                                           | MTVA      |
| Ungarn                 | Duna |                                                  | Duna Médiaszolgáltató                                                                           | MTVA      |
| Ungarn                 | Duna World |                                                  | Duna Médiaszolgáltató                                                                           | MTVA      |
| Vereinigtes Königreich | BBC One HD |                                                  | British Broadcasting Corporation                                                                | BBC       |
| Vereinigtes Königreich | BBC Two HD |                                                  | British Broadcasting Corporation                                                                | BBC       |
| Vereinigtes Königreich | BBC Three HD |                                                  | British Broadcasting Corporation                                                                | BBC       |
| Vereinigtes Königreich | BBC Four HD |                                                  | British Broadcasting Corporation                                                                | BBC       |
| Vereinigtes Königreich | BBC News HD |                                                  | British Broadcasting Corporation                                                                | BBC       |
| Vereinigtes Königreich | CBBC HD |                                                  | British Broadcasting Corporation                                                                | BBC       |
| Vereinigtes Königreich | CBeebies HD |                                                  | British Broadcasting Corporation                                                                | BBC       |